# 田中成奉
田中 成奉（たなか せいほう、1960年2月2日 - ）は、日本の実業家、馬主。在日韓国人であり、本名は姜 在定（朝: 강재정）。
東京都千代田区に本社を置く、不動産業や飲食業を手がける株式会社大成コーポレーションの代表取締役を務める。

## 馬主活動

田中の勝負服

日本中央競馬会（JRA）および地方競馬全国協会（NAR）に登録する馬主としても知られる。勝負服の柄は青、白玉霰、青袖、冠名には会社名（大成コーポレーション）よりより「タイセイ」を用いる。馬名はスタッフが辞書で調べ、リスト化されたものの中から決めているという。
2000年頃に地方競馬にて馬主となり、その後中央競馬でも資格を取得。以前は調教師に購入する馬を選ばせていたが、近年は自身やスタッフの目で選定している。また、自身の競馬に関するマネージャーとして増田隆彰を起用している

## 主な所有馬

### GI級競走優勝馬
- タイセイレジェンド（2012年クラスターカップ、JBCスプリント、2013年東京盃、2014年JBCスプリント3着）

### 重賞競走優勝馬
斜字は地方重賞。
- タイセイブレーヴ（2003年兵庫ジュニアグランプリ）
- タイセイアトム（2008年ガーネットステークス）
- タイセイバンデット（2017年グランシャリオ門別スプリント、エトワール賞）
- タイセイファントム（2014年千葉ステークス、2017年絆カップ、2018年トウケイニセイ記念）
- タイセイドリーム（2016年新潟ジャンプステークス、2018年新潟ジャンプステークス、中山大障害2着）
- タイセイラナキラ（2019年しらさぎ賞）
- タイセイビジョン（2019年京王杯2歳ステークス、朝日杯フューチュリティステークス2着、2020年アーリントンカップ）
- タイセイプレシャス（2021年白銀争覇）
- タイセイブラスト（2021年栗駒賞）

### その他の所有馬
- タイセイシュバリエ（2012年兵庫チャンピオンシップ2着、ユニコーンステークス3着）
- タイセイサミット（2016年毎日杯3着、2017年メイステークス）
- タイセイスターリー（2017年シンザン記念2着）
- タイセイトレイル（2019年アルゼンチン共和国杯2着）
- タイセイアベニール（2020年鞍馬ステークス、2022年函館スプリントステークス3着）
- タイセイドレフォン（2022年レパードステークス2着、2023年平城京ステークス）
- タイセイサムソン（2023年アハルテケステークス）